# 아오야기 (아오모리시)
아오바(青柳)는 일본 아오모리현 아오모리시에 속한 오아자이다. 아오야기 1정목과 아오야기 2정목으로 구성되어 있다. 우편번호는 030-0811이다.

## 지리
아오모리시 중심부의 북동쪽 끝, 쓰쓰미강 하구에 가까운 곳에 있다. 북쪽은 아오모리만, 동쪽은 쓰쓰미강 사이에 두고 항구도시 자야마치, 남쪽은 쓰쓰미마치, 서쪽은 혼마치와 접해 있다.
아오야기 1초메는 북쪽에 항만시설과 창고 등이 있다. 그 외에는 상점, 사무실, 주택 등이 혼재되어 있다. 아오야나기 2초메는 상점, 사무실, 주택 등이 혼재되어 있다.
쓰쓰미강 하구부에 쓰쓰강과 녹지공원이 있는데, 이 부근에서는 낚시를 하는 사람들을 자주 볼 수 있다. 또한 아오모리시와 트윈시티 제휴를 맺고 있는 하코다테시에도 아오야나기정이라는 지명이 있다.

## 교통

### 도로
- 국도 제103호선
- 아오모리현 도로 120호 아라카와 아오모리 정류장선

1. ↑  青森市 (2017년 5월 25일). “人口・世帯数等（住民基本台帳）” (일본어). 青森市. 2020년 5월 8일에 원본 문서에서 보존된 문서. 2017년 5월 29일에 확인함. 다음 글자 무시됨: ‘和書’ (도움말)
2. ↑  “市外局番の一覧”. 総務省. 2017년 5월 29일에 확인함. 다음 글자 무시됨: ‘和書’ (도움말)